# Municipalita Signagi
Signagi (gruzínsky სიღნაღის მუნიციპალიტეტი, Signagis municipaliteti) je municipalita (gruz: municipaliteti) na východě Gruzie, v kraji Kachetie.

## Poloha
Na západě a severozápadě Signagi sousedí s municipalitami Gurdžáni a Sagaredžo, na jihovýchodě sousedí s Dedopliscqaro a na severu a severovýchodě s Lagodechi a Ázerbájdžánem.

## Obyvatelstvo

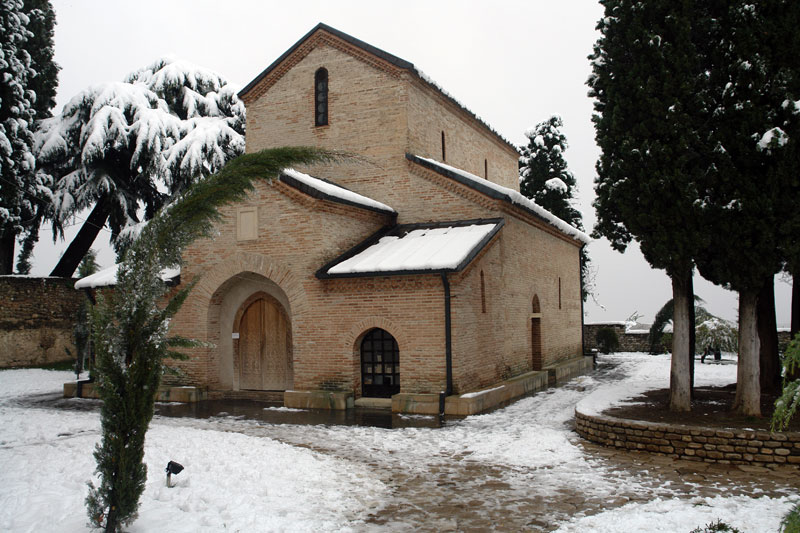
Klášter Bodbe

Etnické složení obyvatelstva (2014)
| Gruzíni  | 97,44 % |
| Arméni   | 0,73 %  |
| Rusové   | 0,70 %  |
| Jezídové | 0,34 %  |
| Azerové  | 0,33 %  |

## Pozoruhodnosti
Oblíbeným místem pro turisty je samotné okresní město Signagi. Asi 2 km jihovýchodně od Signagi stojí ženský klášter Bodbe z 9. století, který byl podle pověsti postaven tam, kde je pohřbena Svatá Kristýna.